# Valentin Novikov
Valentin Novikov, rysk världs- och europamästare i orientering född 1 oktober 1974. Valentin Novikov springer för finska Delta vilka han förde till klubbens första seger i Jukola, den mest prestigefyllda stafetten inom orienteringssporten, 2008. Han vann O-ringen 2004. Vann Elitserien 2005 och var tvåa 2006. År 2000 vann Valentin långdistans och medeldistans på EM i Ukraina. År 2010 tog han återigen individuellt EM-guld på medeldistans i Bulgarien. Han har även varit med och fört Ryssland till ett flertal guld- och silvermedaljer i stafett, både i VM och EM. Han är gift med Julia Novikova, en av det ryska damlandslagets främsta namn. Han har även en duktig lillebror som heter Leonid (också med i ryska landslaget). Valentin tränas av sin pappa Jurij.

## Klubbar
- 2001-     Delta/Hiidenkiertäjät(fi), Finland
- 1999-2000 Lynx, Finland
- 1996-1998 Ronneby OK, Sverige